# Big Dumb Face
Big Dumb Face е американски метъл музикален проект, известен със своите комедийни текстове и промени в стила, обхващащ множество жанрове музика, включително грайндкор, дет метъл, фънк, кънтри, диско, реге, психеделия и поп.

## История
Big Dumb Face е създадена от братята Уес Борланд и Скот Борланд през 1998 г., служейки на Уес като страничен проект от Лимп Бизкит. Big Dumb Face издава своя дебютен албум, Duke Lion Fights the Terror!! през 2001 г., последван от втори албум, Where Is Duke Lion? He's Dead... през 2017 г.
Дебютният албум Duke Lion Fights the Terror!! е издаден чрез Flip/Interscope и Flawless Records, лейбъл, създаден като дъщерно дружество на Geffen от фронтмена на Лимп Бизкит Фред Дърст, който е кредитиран като изпълнителен продуцент на албума. Албумът получава различни и смесени отзиви. След това, Уес Борланд започва да разработва видеоигра, продължение на албума, но проектът се проваля. Групата е спорадично активна до 2004 г.
Big Dumb Face е неактивна в продължение на 13 години, докато Уес Борланд беше активен с други проекти, най-вече Black Light Burns, присъединяване отново към Лимп Бизкит и участието му като китарист в турнето на Queen Kwong.
През юни 2017 г. Борланд намеква в Инстаграм, че ще съживи Big Dumb Face. На 13 октомври е пусната нова песен на Big Dumb Face, "He Rides The Skies",
Вторият албум на групата, Where Is Duke Lion? He's Dead... е издаден на 31 октомври чрез собствения лейбъл на Borland Edison Sound. Албумът се състои от новонаписани песни заедно с една песен, написана през 2001 г., и друга, написана през 2003 г. Борланд го описва като "най-метълският запис, който съм правил".
През март 2018 г. Борланд заявява, че работи върху коледен албум, предназначен за пускане на Черния петък 2018 г. Албумът Christmas In The Cave Of Dagoth не беше издаден до 11 декември 2021 г.

## Членове на групата
Настоящи членове
- Уес Борланд - вокали, китара, бас, барабани (1998–2004, 2017–до наши дни)
- Скот Борланд - китара, бас, вокали (1998–2004, 2017–до наши дни)

Бивши членове
- Kyle Weeks - вокали, семплиране (1998–2004)
- Greg Isabelle - барабани, вокали (1998–2004)

Членове на турнета
- Chris Gibbs - бас (2001)

## Дискография
- Duke Lion Fights the Terror!! (2001)
- Where Is Duke Lion? He's Dead... (2017)
- Christmas in the Cave of Dagoth (2021)